# Pasochoa

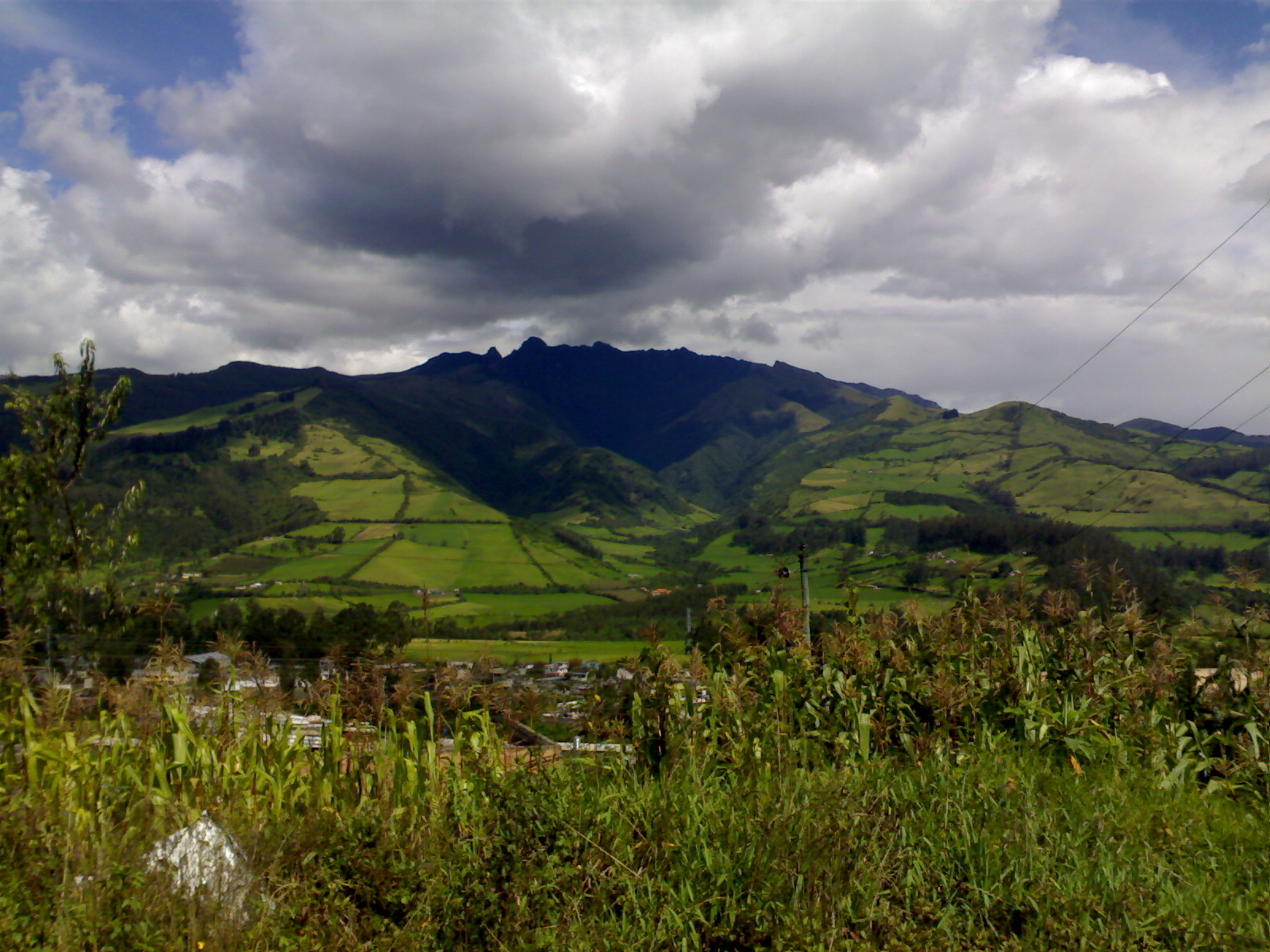
El Pasochoa visto desde Machachi.

El volcán Pasochoa (4199 metros de altura) es un volcán extinto, localizado al sureste de Quito. La depresión en forma de anfiteatro de su flanco occidental alberga hoy un importante ecosistema de bosque andino. El Refugio de Vida Silvestre Pasochoa cuenta con una extensión de 500 hectáreas y forma parte del Sistema Nacional de Áreas Protegidas de Ecuador.

## Ubicación geográfica
Pasochoa pertenece a la provincia de Pichincha, se encuentra en la parroquia de Uyumbicho del Cantón Mejía, al sureste de la hoya de Guayllabamba.

## Acceso
Puedes acceder por  la autopista General Rumiñahui vía Valle de los Chillos en el sector del Barrio el Ejido parroquia de Amaguaña (recomendado para ir en automóvil o bus). Otro acceso es por la Parroquia de Tambillo, en el sector de la entrada a Laica en el Barrio valle hermoso (recomendado para llegar haciendo caminata).

## El lugar
Debido a la forma del cráter, durante años se ha formado un bosque andino muy bien conservado y sin intervención humana; hoy ese bosque es un hábitat para una diversa variedad de fauna y flora. En estos bosque se encuentran más de 60 especies de árboles nativos y una gran variedad de aves como el gallinazo y el cóndor. 
En el páramo del Pasochoa se encuentra una gran variedad de animales, en su mayoría mamíferos, como zorros, zorrillos, lobos, cervicabras, y pumas. También se hallan serpientes pequeñas y lagartijas. 
El bosque andino ha sido bien estudiado en términos ecológicos, zoológicos y botánicos.

### Actividad económica

#### Turismo
El volcán hoy en día es una gran atracción turística que atrae a cientos de personas al año. El Pasochoa es ideal para pasar un día en el páramo, escalando la montaña, viendo el panorama, montando a caballo y haciendo caminatas. 
También el Pasochoa es atracción para paseos nocturnos, cuando se puede apreciar la fauna nocturna, y leyendas locales, como la del Zhiro, el Huinagulli, el chuzalongo entre otros.

#### Explotación de sus recursos
El Pasochoa es una importante fuente de recursos naturales como la madera, y el agua, y durante las décadas pasadas, se han explotado los bosques andinos, y se han construido túneles subterráneos para la creación de un canal de agua potable, que conduce a las parroquias de Amaguaña y Sangolquí.